# رومان إلي
رومان إلي (بالفرنسية: Romain Élie)‏ هو لاعب كرة قدم فرنسي، ولد في 6 مارس 1985 في بوفيه في فرنسا. لعب مع ليفسكي صوفيا ونادي أرليه أفينيون ونادي بولون ونادي راون الرياضي ونادي روان ونادي رويال شارلروا ونادي غويونيون ونيم أولمبيك.

## وصلات خارجية
- رومان إلي على موقع قاعدة بيانات كرة القدم.إي يو (الإنجليزية)
- رومان إلي على موقع Soccerway.com (الإنجليزية)